# شاکیل احمد (بازیکن فوتبال، زاده ۱۹۹۴)
شاکیل احمد (بنگالی: শাকিল আহমেদ؛ زادهٔ ۲۳ آوریل ۱۹۹۴) بازیکن فوتبال اهل بنگلادش است.
وی همچنین در تیم‌های ملی فوتبال زیر ۲۳ سال بنگلادش و بنگلادش بازی کرده است.